# 日埜直彦
日埜 直彦（ひの なおひこ、1971年10月13日 - ）は、日本の建築家。日埜建築設計事務所を主宰。

## 経歴
茨城県で誕生。茨城県立水戸第一高等学校を経て、1994年に大阪大学工学部建築工学科を卒業。設計事務所アークスコーベで勤務。2002年に退職し、日埜建築設計事務所を設立する。
2006年より芝浦工業大学建築学部、2018年より大学院理工学研究科非常勤講師。2013年に早稲田大学理工学部建築学科非常勤講師。
建築批評を積極的に手掛ける。

## 作品
特記がない場合、事務所公式サイト略歴に依る。

### 建築作品
- ギャラリー小柳ビューイングルーム ギャラリー（2003年） - 杉本博司との共同制作。JCDデザイン賞優秀賞[7]。
- セントラルビル（2004年）
- Tクリニック（2005年）
- 横浜トリエンナーレ（2008年） - 会場設計
- オオタファインアート（2009年） - ギャラリー設計
- 横浜トリエンナーレ（2011年） - 会場設計
- 横浜トリエンナーレ（2014年） - 会場設計
- 金沢21世紀美術館「ジャパンアーキテクツ 1945-2010」展（2014年） - 会場設計
- 窓研究所（2017年） - オフィス、イベントスペース設計
- M@M（2018年）
- 富山県立美術館「森村泰昌展」（2020年）- 会場設計
- 兵庫県立美術館「コシノヒロコ展」（2021年）- 会場設計

### 著作
- 『白熱講義 これからの日本に都市計画は必要ですか』学芸出版社、2014年。ISBN 978-4761525712。 - 姥浦道生・村上暁信・ 蓑原敬・野澤千絵・中島直人・饗庭伸・藤村龍至との共著。
- 『磯崎新Interviews』LIXIL出版、2014年。ISBN 978-4864800112。- 磯崎新との共著。
- 「SUPPLENESS」『Real Urbanism』Architectura&Natura、2018年。ISBN 978-9461400628。
- 『日本近現代建築の歴史 ー明治維新から現代まで』講談社、2021年。ISBN 978-4065228678。